# Sorex vagrans
Sorex vagrans (мідиця мандрівна) — вид роду мідиць (Sorex) родини мідицевих (Soricidae).

## Поширення
Канада (Британська Колумбія), США (Каліфорнія, Айдахо, Невада, Орегон, Юта, Вашингтон). Живуть у вологих місцях проживання і часто зустрічаються по берегах озер, струмків, а також у прибережних солончаках. Вони також зустрічаються в лісі.

## Опис
Хутро червоно-коричневого кольору з сірими низом. Хвіст довгий, який іноді блідішого кольору внизу. У зимовий період, хутро темно-коричневого кольору. Довжина тіла близько 10 см, включаючи 4 сантиметрів, довгий хвіст. Важить близько 6 грам.

## Стиль життя
У першу їжею є комахи (яйця, личинки, лялечки і дорослі), слимаки, дощові хробаки та інші безхребетні. Іноді вживає саламандр та інших невеликих хребетних. Активні протягом усього року, найбільш активні вночі. Навесні, денна активність зростає. Ця тварина іноді використовує ехолокацію, щоб орієнтуватися в незнайомих місцях. Хижаки: сови, змії, куницеві.
Розмноження в основному відбувається навесні. У самиці буває 1 або 2 приплоди, в кожному від 3 до 8 дитинчат, які народжуються в гнізді в пні або під колодою.